# 河合その子プレミアム
『河合その子プレミアム』（かわいそのこプレミアム）は、河合その子の初のCD-BOX。2009年9月30日発売。発売元はソニー・ミュージックダイレクト。規格品番はMHCL-1591/1600。完全限定生産商品。

## 解説
1980年代半ば、若年層を中心に人気を得た女性アイドルグループ、　おニャン子クラブらソロ歌手第一号としてデビューした河合その子が、1985年から1990年までに発表した全スタジオ・アルバムおよびベスト・アルバムを最新デジタルリマスターで収めたCD-BOX。
ボックス・セットは過去に映像作品がDVD化され限定発売されたが、CDが主となるCD-BOXは本作品が初となるが、母体であったおニャン子クラブのボックス・セットに河合の楽曲が納められたことはある。
本アルバム発売に際し、レコード会社側が河合その子から発売許可を得たという、公認作品である。また、河合本人の証言を元に、当時の所属事務所の倉庫から発掘されたという未発表音源や初商品化音源が収録された。
封入ブックレットには全楽曲の歌詞、活動当時のフォトグラフ、本人インタビューおよび近影を掲載。自身の音楽活動についてインタビューを受けるのは、約20年ぶりとなった。また、おニャン子クラブの仕掛け人であった秋元康に加え、担当ディレクターであった藤岡孝章（現藤岡藤巻）の寄稿文を掲載している。ブックレットのほか、初DVD化映像を収録したDVDとA2サイズのポスターを封入。ソニー・ミュージック管轄のインターネット販売サイト「Sony Music Shop」では発売当時に限り、ポストカード・セットが特典として付属した。

## 収納作品

### SONOKO
- その子、1985年12月5日発売、CBS・ソニー
- 規格品番：28AH-1966（LP）、32DH-310（CD）、MHCL-1591（CD-BOX）
- 全曲作曲・編曲:後藤次利

1. 午後のパドドゥ
  - 作詞:芹沢類
  - シングル「落葉のクレッシェンド」B面曲
2. 渚のタイトロープ
  - 作詞:秋元康
3. 恋のチャプターA to Z
  - 作詞:島武実
  - 歌: 河合その子 with おニャン子クラブ
  - シングル「涙の茉莉花LOVE」B面曲
4. 緑のポインセチア
  - 作詞:芹沢類
5. 涙の茉莉花LOVE
  - 作詞:T2[6]
6. さよなら夏のリセ
  - 作詞:芹沢類
  - 歌:河合その子 with おニャン子クラブ
7. 恋のカレッジリング
  - 作詞:秋元康
  - 歌:河合その子 with おニャン子クラブ
8. 向うDEギャルソン
  - 作詞:島武実
  - 歌:河合その子 with おニャン子クラブ
9. Please tell me Mr.朱
  - 作詞:秋元康
10. 私の好きなキャサリン
  - 作詞:小林和子
11. 午後のパドドゥ（散歩Version）（ボーナス・トラック）
  - 作詞:芹沢類
12. 家へおいでよ（LIVE）（ボーナス・トラック）
  - 作詞:芹沢類

### Siesta
- シエスタ、1986年5月21日発売、CBS・ソニー
- 規格品番：28AH-2028（LP）、32DH-446（CD）、MHCL-1592（CD-BOX）
- 全曲作曲・編曲:後藤次利

1. プランタンにボンジュール
  - 作詞:芹沢類
2. 恋の秘伝－スパイス編－
  - 作詞:芹沢類
3. 砂のネックレス
  - 作詞:秋元康
4. ささやくロッキング・チェアー
  - 作詞:芹沢類
5. 悲しみのトリスターナ
  - 作詞:秋元康
6. 不思議バカンス
  - 作詞:吉元由美
7. 向い風とかくれんぼ
  - 作詞:芹沢類
8. 緑の少女
  - 作詞:芹沢類
9. メッセージ（ボーナス・トラック）
10. 青いスタスィオン
  - 作詞:秋元康
11. シエスタ（Instrumental）
12. 星のピリオド
  - 作詞:秋元康
13. さよならは言わないで（ボーナス・トラック）
  - 作詞:秋元康
  - 歌:河合その子 with おニャン子クラブ
  - シングル「青いスタスィオン」B面曲
14. MERRY X'MAS FOR YOU（ボーナス・トラック）
  - 作詞:秋元康
  - 歌:河合その子･国生さゆり･城之内早苗･渡辺美奈代･渡辺満里奈
15. もう僕は愛をさがさない（「青いスタスィオン」別Version）（ボーナス・トラック）
  - 作詞:芹沢類

### MODE DE SONOKO
- モード・デ・ソノコ、1986年10月1日発売、CBS・ソニー
- 規格品番：28AH-2088（LP）、32DH-519（CD）、MHCL-1593（CD-BOX）
- 全曲作曲・編曲:後藤次利

1. 愛のImmigration
  - 作詞:秋元康
2. 雨上がりのシルエット
  - 作詞:秋元康
3. パラディラタンの夜
  - 作詞:秋元康
4. 許してアバンチュール
  - 作詞:秋元康
5. ジョバンニの囁き
  - 作詞:島武実
  - シングル「再会のラビリンス」B面曲
6. 答えはアデュー
  - 作詞:芹沢類
7. カフェテラスの独り言
  - 作詞:芹沢類
8. サエラ ca et la
  - 作詞:芹沢類
9. 再会のラビリンス
  - 作詞:秋元康
10. 避暑地のアンニュイ
  - 作詞:芹沢類
11. PARISが聞こえる
  - 作詞:秋元康
12. メルシー（答えはアデュー）（アコーディオンVersion）（ボーナス・トラック）
  - 作詞:芹沢類

### Rouge et Bleu
- ルージュ・エ・ブルー、1987年7月22日発売、CBS・ソニー
- 規格品番：28AH-2197（LP）、32DH-697（CD）、MHCL-1594（CD-BOX）
- 全曲作曲・編曲:後藤次利

1. ジェシーの悲劇
  - 作詞:川村真澄
2. サイレント リベンジ
  - 作詞:川村真澄
3. 乾いた地図
  - 作詞:芹沢類
4. 哀愁のカルナバル
  - 作詞:秋元康
5. 雨の木
  - 作詞:秋元康
6. シャングリラの夏
  - 作詞:秋元康
7. 赤道を越えたサマセットモーム
  - 作詞:秋元康
  - シングル「JESSY」B面曲
8. 泣き虫たちのトゥシューズ
  - 作詞:秋元康
9. ときめき
  - 作詞:芹沢類
10. ロマンスの行方（LP Version）
  - 作詞:秋元康
11. シャングリラの夏（Long Version）（ボーナス・トラック）
  - 作詞:秋元康
12. ロマンスの行方（Single Version）（ボーナス・トラック）
  - 作詞:秋元康
  - シングル「哀愁のカルナバル」B面曲

### Dedication
- デディケイション、1988年1月1日発売、CBS・ソニー
- 規格品番：28AH-2282（LP）、32DH-869（CD）、MHCL-1595（CD-BOX）
- 特記以外　作曲・編曲:後藤次利

1. 涙の茉莉花LOVE（Dedication Version）
  - 作詞:T2
2. 落葉のクレッシェンド（Dedication Version）
  - 作詞:秋元康
3. 青いスタスィオン（Dedication Version）
  - 作詞:秋元康
4. 再会のラビリンス
  - 作詞:秋元康
5. 愛の中ひとり
  - 作詞:芹沢類
6. 小さな旅
  - 作詞:芹沢類
7. 悲しい夜を止めて
  - 作詞:秋元康利
8. 哀愁のカルナバル
  - 作詞:秋元康
9. JESSY（ジェシー）
  - 作詞:川村真澄
10. 戸惑いのバイエル
  - 作詞:芹沢類 作曲:河合その子
11. やさしさなんていらない（ボーナス・トラック）
  - 作詞:秋元康
  - シングル「悲しい夜を止めて」B面曲
12. 明日への手紙（ボーナス・トラック）
  - 作詞:小林和子 作曲・編曲:和泉一弥
  - シングル「夢から醒めた天使」B面曲
13. 家へおいでよ（X'mas Version）（ボーナス・トラック）
  - 作詞:芹沢類

### Colors
- カラーズ、1988年5月21日発売、CBS/SONY RECORDS
- 規格品番：28AH-5050（LP）、32DH-5050（CD）、MHCL-1596（CD-BOX）
- 特記以外編曲：大谷和夫

1. Weekend Monument
  - 作詞:川村真澄 作曲:松尾清憲
2. ラヴェンダーが目印
  - 作詞:森田由美 作曲・編曲:後藤次利
  - シングル「雨のメモランダム」B面曲
3. Endless Theater
  - 作詞:森田由美 作曲:木戸やすひろ
4. さよならBack Stage Kiss
  - 作詞:森田由美 作曲・編曲:後藤次利
5. 雨のメモランダム
  - 作詞:川村真澄 作曲:木戸やすひろ
6. カーテンの少年
  - 作詞:秋元康 作曲・編曲:後藤次利
7. 指輪物語
  - 作詞:川村真澄 作曲:松尾清憲
8. Downtownの雨傘
  - 作詞:森田由美 作曲:広谷順子
9. 想い出のオムニバス
  - 作詞:森田由美 作曲:広谷順子
10. 地上のミルキーウェイ（未発表曲）（ボーナス・トラック）
  - 作詞:川村真澄 作曲:不明

### Dancin’In The Light
- ダンシン・イン・ザ・ライト、1989年3月21日発売、CBS/SONY RECORDS
- 規格品番：32DH-5210（CD）、MHCL-1597（CD-BOX）
- 特記以外編曲:Todd Yvega

1. Libra
  - 作詞: 谷穂ちろる 作曲:河合その子
2. 生まれたままの風
  - 作詞: 谷穂ちろる 作曲:河合その子
3. Contrastのすきまで
  - 作詞: 森田由美 作曲:A.e g.Bella
4. Hillsideの星空
  - 作詞:森田由美
  - 作曲:Jay Curiale・Beckie Foster・Austin Roberts
5. Marvy Lady
  - 作詞:谷穂ちろる 作曲:Paul Garvitz
6. Crazy Thing
  - 作詞:谷穂ちろる 作曲:Paul Garvitz
7. ふたりぶんの背景画
  - 作詞:森田由美 作曲:Paul Garvitz
8. 海の足跡
  - 作詞・作曲・編曲:河合その子
9. 淡い紫のブライトライツ
  - 作詞:あさくらせいら 作曲: 河合その子
10. Dancin’In The Light
  - 作詞:森田由美 作曲: Marcus Ingman・Anne Hazel
11. プリズム（ボーナス・トラック）
  - 作詞:芹沢類 作曲:河合その子 編曲:後藤次利
  - ミニ・アルバム『雨の木』より
12. 淡い紫のブライトライツ（LIVE）（ボーナス・トラック）
  - 作詞:あさくらせいら 作曲:河合その子 編曲:勝又隆一・渡辺ふきこ
13. Noelの為の赤いヒール（LIVE）（ボーナス・トラック）
  - 作詞:谷穂ちろる 作曲:河合その子 編曲:勝又隆一
14. プリズム（LIVE）（ボーナス・トラック）
  - 作詞:芹沢類 作曲:河合その子 編曲:勝又隆一

### Replica
- レプリカ、1990年4月21日発売、CBS/SONY RECORDS
- 規格品番：CSCL-1120（CD）、MHCL-1598（CD-BOX）
- 特記以外作曲:河合その子

1. ひとときの未来
  - 作詞:河合その子 編曲:武部聡志
2. アネモネの記憶
  - 作詞:森本抄夜子 編曲:小林信吾
3. さよならの嘘
  - 作詞:森本抄夜子 編曲:小林信吾
4. 刹那で踊りたい
  - 作詞:谷穂ちろる 編曲:小林信吾
5. 夜明けをほどいて
  - 作詞:谷穂ちろる 編曲:小林信吾
6. 月夜
  - 作詞:森本抄夜子 編曲:武部聡志
7. 空を見上げて
  - 作詞:谷穂ちろる 編曲:安藤高弘
8. フレンズ
  - 作詞:谷穂ちろる 編曲:佐藤準
9. 恋はやさしく
  - 作詞:谷穂ちろる 編曲:佐藤準
10. 銀色海岸 〜Mind Lithograph〜
  - 作詞:森本抄夜子 編曲:武部聡志

### sonnet
- ソネット、1990年12月21日発売、CBS/SONY RECORDS
- 品番：CSCL-1617（CD）、MHCL-1599（CD-BOX）
- M10-14作曲：河合その子

1. 涙の茉莉花LOVE
2. 落葉のクレッシェンド
3. 青いスタスィオン
4. 再会のラビリンス
5. 悲しい夜を止めて
6. 哀愁のカルナバル
7. JESSY（ジェシー）
8. 夢から醒めた天使
9. 雨のメモランダム
10. 淡い紫のブライトライツ
  - 作詞:あさくらせいら 編曲:Todd Yvega
11. 生まれたままの風
  - 作詞:谷穂ちろる 編曲:Todd Yvega
12. フレンズ
  - 作詞:谷穂ちろる 編曲:佐藤準
13. ひとときの未来
  - 作詞:河合その子 編曲:武部聡志
14. 空を見上げて
  - 作詞:谷穂ちろる 編曲:安藤高弘

### スペシャルDVD
1. 涙の茉莉花LOVE（TV番組出演映像）（2:30）
2. その子のメッセージ＆ジョバンニの囁き〜悲しい夜を止めて（4:02）
  - 1987年5月5日中野サンプラザ、アイドルビデオクラブ『CUE!CLUB』より